# Ron Block
Ronald Franklin Block (Gardena, 30 juli 1964) is een Amerikaanse muzikant (banjo, gitaar), singer-songwriter en producent.

## Biografie
Ron Block hoorde op jonge leeftijd al een verscheidenheid aan muziek, omdat zijn vader de muziekzaak Hogan's House of Music had in Zuid-Californië. Hij werd beïnvloed door de bluegrassmuziek van Bill Monroe, J.D. Crowe en The Stanley Brothers. Op 13-jarige leeftijd , nadat hij Earl Scruggs had gezien op de televisie, leerde hij banjo spelen. In zijn tienerjaren leerde hij ook akoestische- en elektrische gitaar spelen. Later in zijn carrière nam hij het album Hogan's House of Music (2015) op met instrumentale muziek, opgedragen aan de muziekzaak waar hij de meeste tijd van zijn jeugd doorbracht.
Tijdens de jaren 1980 was hij mede-oprichter van de band Weary Hearts met Eric Uglum, Butch Baldassari en Mike Bub, daarna speelde hij bij de Lynne Morris Band, voordat hij zich in 1991 voegde bij Union Station. Tijdens zijn carrière nam hij ook soloalbums op, geproduceerd en vertolkt op albums van Dolly Parton, Clint Black, Brad Paisley en Bill Frisell.
Block schreef song voor Union Station en voor zijn eigen soloalbums. Zijn songs werden opgenomen door Randy Travis, Rhonda Vincent, Michael W. Smith en The Cox Family. Blocks twee favoriete songs waren A Living Prayer en There is a Reason, beiden opgenomen met Alison Krauss & Union Station, beiden overeenkomstig zijn christelijk geloof.

## Awards

### Grammy
- 1992: Best Bluegrass Album: Alison Krauss & Union Station - Every Time You Say Goodbye
- 1996: Best Country Collaboration with Vocals: Vince Gill with Alison Krauss & Union Station - High Lonesome Sound
- 1997: Best Bluegrass Album: Alison Krauss & Union Station - So Long So Wrong
- 1997: Best Country Instrumental Performance: Alison Krauss & Union Station - Little Liza Jane
- 1997: Best Country Performance by a Duo or Group with Vocal: Alison Krauss & Union Station - Looking in the Eyes of Love
- 2001: Best Bluegrass Album: Alison Krauss & Union Station - New Favorite
- 2001: Best Country Performance by Duo or Group with Vocal: Alison Krauss & Union Station - The Lucky One
- 2001: Album of the Year: Various Artists - O Brother, Where Art Thou?
- 2003: Best Bluegrass Album: Alison Krauss & Union Station - Live
- 2003: Best Country Instrumental Performance: Alison Krauss & Union Station - Cluck Old Hen
- 2005: Best Country Album: Alison Krauss & Union Station - Lonely Runs Both Ways
- 2005: Best Country Instrumental Performance: Alison Krauss & Union Station - Unionhouse Branch
- 2005: Best Country Performance by a Duo or Group with Vocal: Alison Krauss & Union Station - Restless
- 2011: Best Bluegrass Album: Alison Krauss & Union Station - Paper Airplane

### International Bluegrass
- 1991: Entertainer of the Year: Alison Krauss & Union Station
- 1993: Album of the Year: Alison Krauss & Union Station - Every Time You Say Goodbye
- 1995: Entertainer of the Year: Alison Krauss & Union Station
- 2001: Album of the Year: Various Artists - O Brother, Where Art Thou?
- 2002: Album of the Year: Various Artists - Down from the Mountain
- 2003: Album of the Year: Alison Krauss & Union Station - Live

### Country Music Association
- 1995: Single of the Year: When You Say Nothing at All

### Gospel Music Association
- 1998: Best Bluegrass Song: A Living Prayer

## Discografie
- 2001: Faraway Land
- 2007: DoorWay
- 2013: Walking Song
- 2015: Hogan's House of Music
- 2015: Carter's Creek Christmas

- Bibsys: 5030223
- Gemeinsame Normdatei: 135246032
- International Standard Name Identifier: 0000 0000 5886 0581
- Library of Congress Control Number: no2005000413
- MusicBrainz: 2146d427-a530-446b-8bf9-ba5623cbda1c
- Nederlandse Thesaurus van Auteursnamen: 168473550
- Virtual International Authority File: 2190819
- WorldCat: E39PBJvCWmkF4B7CqjtFGXh8md